# Mehmet Günsür
Mehmet Günsür (ur. 8 maja 1975 w Stambule) – turecki aktor filmowy i telewizyjny, model.

## Życiorys

### Wczesne lata
Urodził się w rodzinie tatarskiego pochodzenia jako drugie dziecko fizyka kwantowego Teomana Beya i wykładowcy Sibel Hanım. Siostra Zeynep to choreografka baletu nowoczesnego.

### Kariera
Swoją przygodę aktorską rozpoczął w wieku siedmiu lat, biorąc udział w różnych reklamach. Mając 14 lat wystąpił jako Sabih w serialu Mimozy przeszłości wiosny (Geçmiş Bahar Mimozaları, 1989). Po ukończeniu Marmara Üniversitesi İletişim Fakültesi, przez cztery lata koncertował z grupą muzyczną w restauracji. Pracował także jako barman i model.
W 1998 na Międzynarodowym Festiwalu Filmowym w Ankarze odebrał nagrodę za rolę Mehmeta w filmie Hamam (1997) u boku Alessandra Gassmana, a w 2003  podczas Festiwalu Filmowego w Antalyi otrzymał Nagrodę Specjalną Jury za rolę Nihata w O simdi Asker (2003). W serialu Wspaniałe stulecie (Muhteşem Yüzyıl, 2012) zagrał najstarszego syna Sulejmana Wspaniałego (Halit Ergenç), księcia Mustafę.
Był na okładkach magazynów takich jak „Esquire”, „beMAN”, „InStyle” i „GQ”.
12 lipca 2006 zawarł związek małżeński z reżyserką filmów dokumentalnych Kateriną Mongio, mają troje dzieci.

## Filmografia

### Filmy fabularne
- 1997: Hamam ‑ łaźnia turecka (Hamam) jako Mehmet
- 1999: Hayal Kurma Oyunları jako piłkarz
- 2001: Przyjaciele Jezusa: Tomasz (Tommaso, TV) jako Jan
- 2001: Judasz z Kariothu (Guida, TV) jako Jan
- 2002: İtalyan jako Giorgio
- 2003: Stregeria
- 2003: Dobry papież (Il Papa Buono, TV) jako Don Paolo
- 2003: O Şimdi Asker jako Nihat Denizer
- 2004: Non ci sarebbe niente da fare!
- 2005: Anlat İstanbul jako Rıfkı
- 2007: Śmierć to za mało (Fall Down Dead) jako Stefan Kerchek
- 2008: Se chiudi gli occhi
- 2010: Głos (Ses) jako Onur
- 2010: Matrimoni e altri disastri jako Andrea
- 2011: Aşk Tesadüfleri Sever jako Özgür Turgut
- 2014: Unutursam Fısılda jako Tarık Ertuğrul
- 2017:  İstanbul Kırmızısı jako Yusuf
- 2017: Martilarin Efendisi jako Senol

### Seriale
- 1989: Geçmiş Bahar Mimozaları
- 1989: Cahide
- 1999: Sır Dosyası jako Ayhan
- 2001: Don Matteo
- 2003: Pilli Bebek
- 2004: Kasırga İnsanları
- 2005−2006: Beyaz Gelincik jako Mustafa Aslanbaş
- 2007–2008: Bıçak Sırtı jako Mehmet Ertuğrul
- 2012–2014: Wspaniałe stulecie (Muhteşem Yüzyıl) jako książę Mustafa
- 2017–2018: Fi jako Deniz
- 2018: Kanaga jako Mardin Tamay
- 2019: Atiye jako Erhan